# Georg Lhotsky

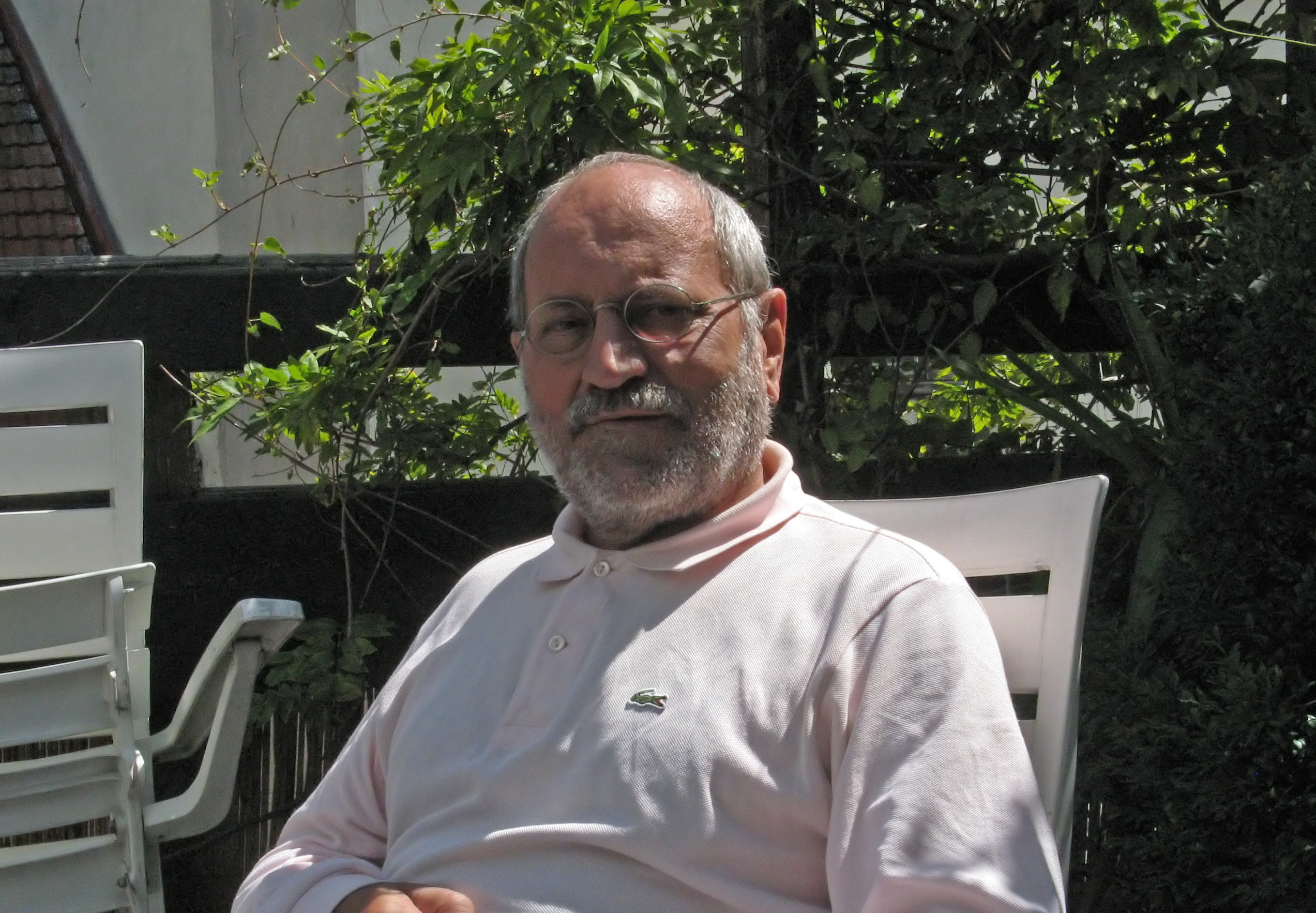
Georg Lhotsky (2010)

Georg Lhotsky (auch: Georg Lhotzky; * 6. Februar 1937 in Troppau, Tschechoslowakei; † 28. November 2016 in Wien) war ein österreichischer Schauspieler, Filmregisseur, Drehbuchautor und Produzent.

## Leben
1944 musste Lhotsky aus dem Reichsgau Sudetenland nach Österreich fliehen, wo er schließlich 1956 sein Schauspielstudium abschloss. Er war im Anschluss daran sowohl als Schauspieler, als auch als Regisseur an mehreren österreichischen und deutschen Bühnen, wie dem Theater in der Josefstadt, dem Neuen Theater in der Scala, dem Deutschen Theater Berlin oder den Städtischen Bühnen Münster tätig. Ab 1965 wechselte er als Freischaffender zunehmend von der Bühne zum Fernsehen, wo er in verschiedenen Formaten arbeitete. Mit seinem ersten Kinofilm Moos auf den Steinen war er durch eine ungewöhnliche Kameraführung mit abwechselnden Schwarzweiß- und Farbbildern 1968 Wegbereiter des Neuen Österreichischen Films. Dieser auf Gerhard Fritschs gleichnamigem Roman basierende Film handelt von zwei gegensätzlichen Schriftstellern und ihren Ansichten zum Nachkriegsösterreich sowie der Verlobten des einen, die sich für den anderen entscheidet. Der Film wurde zu den Internationalen Filmfestspielen Berlin 1969 eingeladen und als österreichischer Beitrag für eine Nominierung als „bester fremdsprachiger Film“ bei der Oscarverleihung 1970 eingesandt, aber nicht nominiert.
Danach drehte Lhotsky nur noch Spiel- und Dokumentarfilme sowie Serienepisoden für das Fernsehen. 1983 gründete er gemeinsam mit Eva-Maria Stelljes die Lhotsky-Film und produzierte die TV-Serien „Heilen und Schamanismus“ und „Mystik des Westens“, sowie Dokumentationen über Grenzbereiche der Wissenschaft und ganzheitliche Heilungsthemen.
Lhotsky war von 1959 bis 1974 mit der Schauspielerin und langjährigen Direktorin des Wiener Volkstheaters Emmy Werner verheiratet, mit der er auch einen Sohn – den Schauspieler Alexander Lhotzky – hatte. 1997 schloss er seine zweite Ehe mit Eva-Maria Stelljes. Er war Gründungsmitglied und Lehrtrainer der „Österreichischen Gesellschaft für Gruppendynamik und Gruppenpädagogik“ und hatte eine Lehranalyse nach Freud.
Er wurde am Döblinger Friedhof bestattet.

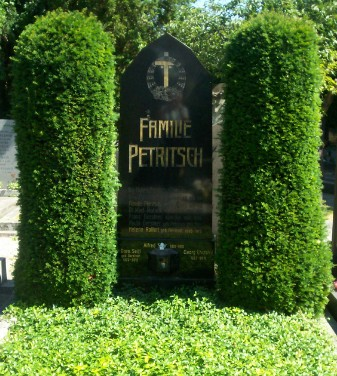
Grabstätte von Georg Lhotsky

## Filmografie
als Regisseur:
- 1961: Das Mädchen mit dem Zucker (TV)
- 1967: Special Servicer
- 1968: Moos auf den Steinen
- 1968: Oberinspektor Marek, Episode: An einem einzigen Tag (TV-Serie)
- 1969: Oberinspektor Marek, Episode: Einfacher Doppelmord (TV-Serie)
- 1970: Oberinspektor Marek, Episode: Perfekter Mord (TV-Serie)
- 1970: Johann Strauß und seine Zeit (TV) – Regie mit Susanne Zanke
- 1971: Das Ohr I (TV)
- 1971: Das Ohr II (TV)
- 1973: Das Ohr III (TV)
- 1977: Schatten und Licht
- 1979: Tatort: Mord im Grand-Hotel (TV)
- 1979: Mirko und Franka (TV) – auch Darsteller
- 1979: Kleine Gaben, Episode: Von ewiger Liebe (TV-Serie)
- 1980: Tatort: Mord auf Raten (TV)
- 1980: Die grüne Seite (TV) – auch Drehbuch
- 1979/81: Die kleinen Reisen des Herrn Aghios (TV)
- 1981: Das doppelte Leben (TV)
- 1985: Heilen und Schamanismus (12-teilige Eigenproduktion, in Deutsch und Englisch)
- 1986–1995: Die Mystik des Westens (mehrere Teile: Meister Eckhart, Hildegard von Bingen, Ignatius von Loyola, Baalschem Tow)
- 1987: Der Tag, an dem Anton nicht da war (TV)
- 1997: Mein Weg zurück ins Leben

als Darsteller:
- 1964: Happy-End am Wörthersee (Happy-End am Attersee)
- 1965: Das Mädel aus dem Böhmerwald
- 1965: Radetzkymarsch  (TV)
- 1965: Plädoyer für einen Rebellen (TV)
- 1967: Kurzer Prozeß
- 1969: Stellenangebote weiblich (TV)
- 1970: Der Weyland Casperl (TV)
- 1976: Schatten und Licht
- 1976: Ich will leben
- 1978: Vatertag
- 1979: Kassbach – Ein Porträt (TV)
- 1979: Mirko und Franca
- 1980: Die weiße Stadt (TV)
- 1986: Aller Bilder ledig – Meister Eckhart und die Mystik des Westens
- 1987: Die wahrhaftige Schau – Hildegard von Bingen
- 1988: Zu jeder Stunde finde ich ihn – Ignatius von Loyolas gehorsame Freiheit
- 1991: Die Strauß-Dynastie
- 1992: Das fließende Licht der Gottheit – Mechthild von Magdeburg
- 1996: Brennendes Herz

als Regisseur, Produzent und Autor:
- 1985: Heilen und Schamanismus (TV)
- 1990–1994: Serie: Mystik des Westens
- 1992: Orte der Kraft
- 1994: Reisefiebe – Ein Film vom Leben und Sterben; Das Rad des Lebens – Reinkarnation
- 1997: Mein Weg zurück ins Leben – Fürstin Schwarzenberg
- 1998: Aufbruch in die Quantenwelt
- 2001: Christliche Bräuche: Weihnachtsfestkreis, Osterfestkreis, Herbstbräuche
- 2008: Wer heilt hat Recht
- 2009: Drehbücher zu Paracelsus und das Geheimnis des Heilens (Kino/TV)
- 2010: Paracelsusmedizin Heute – Der Mensch ist des Menschen Medizin

## Theater
- 1957: Johann Nestroy: Einen Jux will er sich machen (Gauner) – Regie: Otto Tausig (Deutsches Theater Berlin)